# Meteoritos de Marte

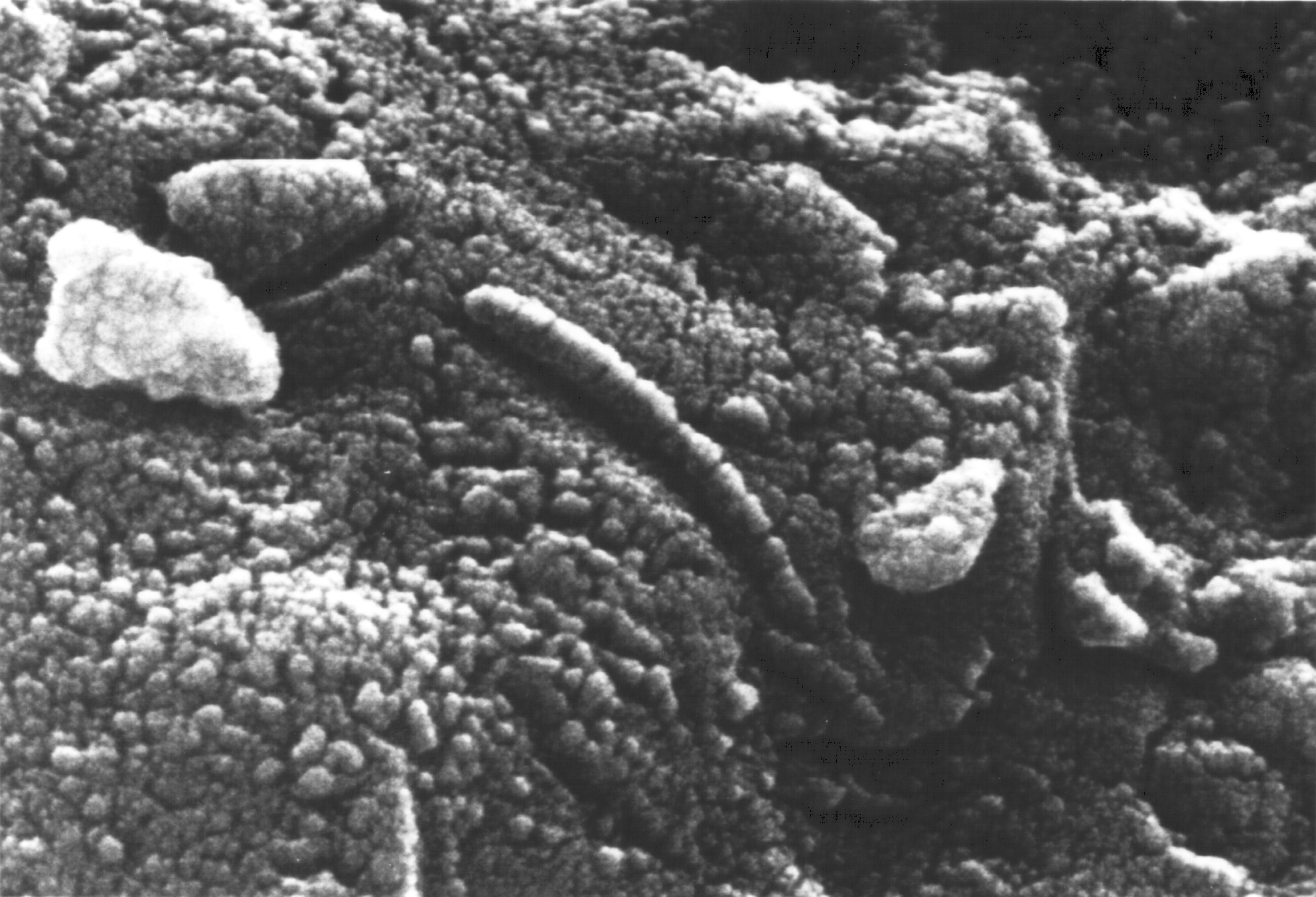
Micro-estruturas encontradas no meteorito ALH 84001.

Os meteoritos marcianos são meteoritos de origem marciana que chocaram-se com o planeta Terra. O mais conhecido desses corpos celestes de Marte é o ALH 84001, que caiu na Antártida, na Terra, há 13 mil anos, originário de uma colisão de um asteróide contra a superfície de Marte há 16 milhões de anos. Já a rocha que deu origem a esse meteorito se formou em Marte há cerca de 4 bilhões de anos. Em 1996, pesquisadores estudaram o meteorito ALH 84001 e reportaram características que atribuíram a micro-fósseis deixados pela vida em Marte.1

## Meteoritos de Marte
- ALH84001
- Chassigny
- Kaidun
- Shergotty
- Nakhla